# Битва при Мансилье
В битве при Мансилье или битве при Мансилья-де-лас-Мулас 30 декабря 1808 года имперский французский корпус во главе с Никола Сультом догнал испанский корпус под командованием Педро Каро, 3-го маркиза Ла Романы. Кавалерия Сульта под командованием Жан-Батиста Мари Франчески-Делонна разбила арьергард Ла Романы во главе с генералом Мартиненго. Мансилья-де-лас-Мулас — город, расположенный в 17 км к юго-востоку от Леона в Испании. Сражение произошло во время Пиренейской войны, являющейся частью наполеоновских войн.

## Предыстория
После катастрофической Синтрской конвенции, которая позволила вернуться домой французским войскам, потерпевшим поражение в битве при Вимейру, командиров британской армии (включая Артура Уэлсли, будущего герцога Веллингтона) вызвали на родину, чтобы провести расследование. Таким образом, британские экспедиционные войска в Испании и Португалии были оставлены под командованием Джона Мура, военного, известного своим опытом в тактике лёгкой пехоты. Кампания была отмечена лишениями в зимних условиях, в результате чего погибли 6 тыс. британских солдат.
Наполеон, лично командовавший армией, въехал в Мадрид 4 декабря, после чего отправился на перехват Мура, который был вынужден покинуть полуостров, отправившись в порт Ла-Корунья. Отступление во время суровой зимы было ужасным. Изнурительные марши, морозная погода и частые стычки с авангардом французских войск привели к расцвету алкоголизма в британских войск и их дезертирству перед французским наступлением.
Испанский корпус Ла Романы сотрудничал с британской армией сэра Джона Мура во время её наступления на северную Испанию и при последующем отступлении на северо-запад. В Мансилья-де-лас-Мулас на реке Эсла испанский командующий разместил дивизию Мартиненго, чтобы сдерживать преследующий французский корпус Сульта.

## Силы сторон
2,2 тыс. всадников Франчески состояли из французских 8-го драгунского полка, 22-го и 1-го временного шассёрских полков, а также ганноверских шассёров. 3 тыс. солдат и две пушки 2-й дивизии Мартиненго из Галисийской армии представляли собой смесь батальонов регулярных войск и ополчения. Регулярный контингент включал в себя по два батальона из пехотных полков Naples и Navarra, двух эскадронов кавалерийского полка Reina и одного эскадрона кавалерийского полка Montesa. Pontevedra и Segovia были опытными подразделениями ополченцев, а Volunteers of Victory — недавно набранным. Также присутствовала одна рота сапёров.

## Битва
Командир арьергарда неразумно разместил своих солдат спиной к реке. Кавалерия Франчески смела испанцев одним ударом. В полной панике сотни испанских солдат были загнаны в реку и «убиты словно скот». На следующий день Ла Романа покинул Леон, оставив французам госпитали, в которых было 2 тыс. больных и раненых испанских солдат. Позже в Асторге он соединился с британскими войсками.

## Итог
Испанцы потеряли 1,5 тыс. пленными в дополнение к «нескольким сотням» убитых и раненых. Французская кавалерия, потери которой были описаны как лёгкие, также захватила две пушки и два знамени.
Следующим крупным сражением была битва при Ла-Корунье 16 января 1809 года.